# Jewgeni Michailowitsch Beljajew
Jewgeni Michailowitsch Beljajew (russisch Евгений Михайлович Беля́ев; * 11. September 1926 in Klinzy, Oblast Gomel, Sowjetunion; † 21. Februar 1994 in Moskau, Russland) war ein russischer Tenor des Alexandrow-Ensembles. Er war in der Sowjetunion als „russische Nachtigall“ und im Westen vor allem für seine Interpretation des bekannten russischen Volkslieds Kalinka bekannt.

## Leben
Im Zweiten Weltkrieg diente er als Soldat in der Roten Armee und erhielt gegen Ende des Krieges eine Tapferkeitsmedaille für den Abschuss deutscher Flugzeuge in der Tschechoslowakei. Bereits in seinem Regiment war er als guter Sänger bekannt. Nach dem Krieg wurde er 1947 Solist im Ensemble des Karpaten-Militärbezirks. In Lemberg absolvierte er die Abendmusikschule und wurde 1953 als Solist zum Ensemble des Kiewer Militärbezirks versetzt. Ab 1952 war er Mitglied der KPdSU. Ein Vorsingen beim Bolschoi-Theater führte nicht zu der erwünschten Anstellung, jedoch wurde 1955 Boris Alexandrowitsch Alexandrow auf ihn aufmerksam und nahm ihn in das Alexandrow-Ensemble auf. Dort machte er sich als Solist bekannter russischer Volkslieder einen Namen und tourte während seiner Laufbahn durch die ganze Welt und feierte mit dem Chor große Erfolge. Im Februar 1994 wurde er wegen Herzproblemen im Militärischen Hauptkrankenhaus N. N. Burdenko behandelt. Da am Wochenende keine Behandlungen stattfanden, bat er die Ärzte für das Wochenende nach Hause zurückkehren zu dürfen. Am 21. Februar 1994 (nach anderen Quellen am 22. Februar 1994) verstarb er zu Hause an einem akuten Herzinfarkt. Er wurde im Abschnitt 3 des Friedhofs Trojekurowo in einem Ehrengrab beigesetzt.

## Auszeichnungen und Titel
- 1945: Tapferkeitsmedaille (Sowjetunion)
- 1958: Geehrter Künstler des RSFSR
- 1960: Volkskünstler der RSFSR
- 1964: Orden des Roten Sterns
- 1967: Volkskünstler der UdSSR
- 1978: Staatspreis der UdSSR für Konzertprogramme der letzten Jahre
- 1978: Abzeichen „50 Jahre Red Banner Ensemble“
- 1985: Orden des Vaterländischen Krieges, II. Klasse
- Medaille „Für Verdienste im Kampf“
- Jubiläumsmedaille „Zum Gedenken an den 100. Geburtstag von Wladimir Iljitsch Lenin“
- Medaille „Sieg über Deutschland“
- Medaille „Für die Befreiung Prags“
- Medaille der Tschechoslowakei
- Ehrenbürger der Stadt Klintsy